# Taban lo Liyong
Taban Lo Liyong, né Mokotiyang Rekenet en 1938, est un écrivain et critique littéraire acholis, fort défenseur de la culture africaine.
Né dans le sud du Soudan, il fut emmené « sur le dos » en Ouganda un an plus tard. Il étudia à l'Université Howard et à l'Université d'Iowa, où il fut le premier africain à obtenir son diplôme en 1968. Le régime d'Idi Amin Dada l'empêcha de rentrer en Ouganda et il s'installa au Kenya et puis il donna des cours à l'Université de Nairobi et dans d'autres université en Papouasie-Nouvelle-Guinée, en Australie, au Japon et en Afrique du Sud.

## Publications
- The Last Word (1969)
- Meditations in Limbo (1970)
- Franz Fanon’s Uneven Ribs (1971)
- Another Nigger Dead (1972)
- Ballads of Underdevelopment (1976)
- Another Last Word (1990)